# Ernesto Pérez Balladares
Ernesto Pérez-Balladares Gonzalez-Revilla (Cidade do Panamá, 29 de junho de 1946), é um administrador de empresas e político panamenho.
Foi presidente do Panamá de 1 de setembro de 1994 até 1 de setembro de 1999.
O Fiscal Anticorrupção do Panamá, José Ayú Prado, emitiu ordens de condução, investigação e prisão para proteger a saúde do processo. Contra essa ordem seus advogados interpuseram um recurso de Habeas Corpus.